# Thori
Thori (en népalais : ठोरी) est un comité de développement villageois du Népal situé dans le district de Parsa. Au recensement de 2011, il comptait 7 173 habitants.